# Parabathymyrus
Genre
Parabathymyrus est un genre de poisson anguilliforme appartenant à la famille des Congridae.

## Liste des espèces
- Parabathymyrus brachyrhynchus (Fowler, 1934)
- Parabathymyrus karrerae Karmovskaya, 1991
- Parabathymyrus macrophthalmus Kamohara, 1938
- Parabathymyrus oregoni Smith et Kanazawa, 1977

## Référence
- Kamohara, 1938 : On the offshore bottom-fishes of Prov. Tosa, Shikoku, Japan. Maruzen Kobushiki Kaisha, Tokyo. On the offshore bottom-fishes of Prov. Tosa, Shikoku, Japan. pp 1-86.